# Jan Dumolyn
Jan Jozef Maurice Dumolyn (Brugge, 25 augustus 1974) is een Belgisch historicus en hoogleraar aan de Universiteit Gent.

## Biografie
Jan Dumolyn is de zoon van Jean-Pierre Dumolyn en van de dichteres Patricia Lasoen en groeide op in een socialistisch gezin. Hij werd in zijn jeugd betrokken bij maatschappelijke en politieke activiteiten en was actief bij de Brugse Jongeren tegen Racisme. Hij liep school in het Koninklijk Atheneum in Brugge II in Sint-Michiels.
In 1995 werd Dumolyn licentiaat in de wijsbegeerte en letteren aan de Rijksuniversiteit Gent, met een scriptie over De Brugse opstand van 1436-1438. In dat jaar ging hij aan de slag als onderzoeker op het departement Middeleeuwse Geschiedenis.
In 2001 behaalde hij zijn doctoraat in de geschiedenis met een proefschrift over Het hogere personeel van de hertogen van Bourgondië in het graafschap Vlaanderen (1419-1477). Hij bleef aan de universiteit werken als postdoctoraal onderzoeksassistent en werd gastdocent aan de Universiteit Antwerpen (2003-2004) en aan de Erasmus Universiteit Rotterdam (2005). In oktober 2008 werd hij benoemd tot docent aan de Universiteit Gent en in 2011 tot hoofddocent.
Hij is syndicaal afgevaardigde van het ACOD Onderwijs voor het academisch personeel van de UGent en een van de initiatiefnemers van Onderzoekers in Actie, een groep onderzoekers die pleit voor meer middelen voor wetenschap en innovatie.
Daarnaast was hij ook actief als:
- secretaris van de Vlaamse Vereniging van Mediëvisten (2002-2005)
- bestuurslid van het Genootschap voor Geschiedenis te Brugge (vanaf 2008)
- lid van de Commissie Ontwikkelingssamenwerking aan de Gentse universiteit (vanaf 2008)
- ondervoorzitter van het Instituut Henri Pirenne voor Middeleeuwse Studies, Universiteit Gent (vanaf 2009)
- voorzitter van het Centrum voor Turkse studies (Türkiye Araştırmaları Merkezi), Universiteit Gent (vanaf 2010)
- lid van de Adviesraad voor Etnische en Culturele minderheden aan de Universiteit Gent (vanaf 2010)
- lid van de Commissie voor Wetenschapsbeleid van de Vlaamse Adviesraad voor Wetenschap en Innovatie (vanaf 2011)

In 2012 en 2018 stond hij bij de gemeenteraadsverkiezingen op de lijst van de PVDA in Gent. Hij was voorzitter van Instituut voor Maatschappijkritische Actie, Vorming en Onderzoek en was redactielid van het Vlaams Marxistisch Tijdschrift, dat bestond tot 2017. De PVDA droeg Dumolyn in 2019 voor als expert in het autonome gemeentebedrijf Erfgoed van Gent.
In maart 2023 kreeg Dumolyn kritiek nadat hij Vlaams Belang-voorzitter Tom Van Grieken met de dood zou hebben bedreigd.

## Erkenning
- Voor zijn licentiaatsverhandeling ontving Dumolyn de Prijs voor geschiedenis van de Provincie West-Vlaanderen, voor de beste monografie over de geschiedenis van Vlaanderen (1998).
- Voor zijn doctoraal proefschrift ontving hij de Prijs voor geschiedenis van Dexiabank, voor de beste monografie over de geschiedenis van Vlaanderen (2002).
- Oktober - november 2006: Visiting Researcher, Corpus Christi College, Universiteit van Oxford.
- Oktober - december 2007: Visiting Fellow, Universiteit van St Andrews.
- Augustus - september 2008: Visiting Fellow, Universiteit van Glasgow.
- April 2010: Research Fellowship van het Belgisch Historisch Instituut in Rome (Academia Belgica).
- Oktober – december 2011: Visiting Scholar, Corpus Christi College, Oxford.
- Oktober 2013: vijfjaarlijkse prijs van het Levend Archief Brugge.